# Klan Amago

Znak klanu Amago

Klan Amago (japonsky: 尼子氏, Amagoši) (1400 - 1610) byl významným hráčem v geopolitickém uspořádání západního Japonska.

## Rodinní členové klanu

### 1. generace
- Takahisa Amago

### 2. generace
- Močihisa Amago (??? - 1487)

### 3. generace
- Cunehisa Amago (1458 - 1541)
- Hisajuki Amago (??? - 1541)

### 4. generace
- Masahisa Amago (??? - 1518)
- Kumihisa Amago (1492 - 1554)
- Okihisa Amago (1497 - 1534)

### 5. generace
- Haruhisa Amago (1514 - 1562)
- Masahisa Amago (??? - 1554)
- Tojohisa Amago (??? - 1546)
- Kacuhisa Amago (??? - 1554)

### 6. generace
- Jošihisa Amago (1536 - 1610)
- Tomohisa Amago
- Hidehisa Amago
- Kacuhisa Amago (1553 - 1578)